# 释妙善 (江苏)
释妙善（1909年6月30日—2000年2月26日），俗姓吴，名敬亭，男，江苏如皋人，中国佛教僧人，曾任普陀山全山方丈、浙江省佛教协会会长、中国佛教协会咨议委员会副主席等职。

## 生平
妙善长老於清宣统元年（1909年）6月30生於江苏如皋，俗名吳敬亭，於兄弟四人中最幼。3岁时父亲病故，母親肩挑手锄抚养四子成人。妙善幼读私塾，16岁时到商店做学徒，因志趣不合而苦恼；成年之後，感於世事无常，人生多苦，而萌生出家的念头。
1932年，23岁的他在江苏丹阳地藏寺礼寂宽法师为师，于镇江焦山定慧寺出家，并在扬州天宁寺受戒。先後往扬州、常州、杭州、宁波参学，受来果法师器重和传法，成为临济宗第47代传人。1941年出任扬州高旻寺方丈。1944年，东渡舟山普陀山闭关研修天台宗教规。1952年，代理法雨寺住持。1960年随普陀山百僧下放余姚芦山寺。1979年，重返普陀山并被公推为全山代理方丈，复兴普陀山观音道场，倡修《普陀洛迦山志》，开筑南海观音铜像（1997年）、筹建中国首家佛教医院——普济医院、创建普陀山佛学院、普陀山佛教文化研究所及《普陀山佛教》杂志、《正法研究》学术年刊等。1984年起还东渡美国、日本、菲律賓、新加坡和香港台湾等地传法。妙善法师深諳佛法，一生志在慈济育人，弘法兴教，而自奉甚薄，为一代高僧。妙善於2000年2月26日示寂於普陀山，世寿92岁，僧、腊戒各六十八夏。